# Fred Thieler
Fritz Wilhelm Richard "Fred" Thieler, né le 17 mars 1916 à Königsberg et mort le 6 juin 1999 à Berlin, est un peintre allemand.

## Biographie
Fred Thieler naît le 17 mars 1916 à Königsberg.
Il effectue son service national. Il entreprend des études de médecine de 1937 à 1941. En 1941 il s'inscrit dans une école d'art privée à Munich. Pendant la Seconde Guerre mondiale, ses études sont interrompues et, en 1943, il entre dans la clandestinité. Entre 1946 et 1950, il reprend sa formation artistique, cette fois à l'Akademie der Bildenden Künste de Munich, auprès du peintre allemand Carl Caspar (1879-1956). Il travaille dans l'atelier de Hayter à Paris de 1951 à 1952. Il est membre du groupe Zen 49. En 1959, il est nommé professeur à l'académie de Berlin.
Fred Thiele meurt en 1999 à Berlin.